# Dragan Nikolić
Pour les articles homonymes, voir Nikolic.
Dragoslav Nikolić dit Dragan Nikolić (en serbe cyrillique : Драган Николић), né le 20 juillet 1943 à Belgrade (Yougoslavie) et mort le 11 mars 2016 dans la même ville, est un acteur serbe.

## Filmographie partielle

### Au cinéma
- 1967 : Quand je serai mort et livide de Živojin Pavlović
- 1979 : Classe nationale de Goran Marković
- 1980 : Qui chante là-bas ? de Slobodan Šijan
- 1981 : Une saison de paix à Paris de Predrag Golubović
- 1989 : Migrations ou La Guerre la plus glorieuse (Seobe) d'Aleksandar Petrović
- 1989 : Point de rencontre de Goran Marković
- 1992 : Tito et moi de Goran Marković
- 1995 : Tragédie burlesque de Goran Marković
- 1998 : Baril de poudre de Goran Paskaljević
- 1998 : Place Vendôme de Nicole Garcia
- 1999 : Lovers de Jean-Marc Barr

### À la télévision
- 2000 : Sa mère, la pute de Brigitte Roüan (téléfilm)